# Quint Marci Filip (militar)
Quint Marci Filip (en llatí: Quintus Martius Philippus) va ser un militar romà fill de Quint Marci Filip, cònsol els anys 186 aC i 169 aC. Formava part de la gens Màrcia, una família d'origen patrici. Va ser el pare de Luci Marci Filip, cònsol l'any 91 aC i un dels oradors més distingits del seu temps, segons Ciceró.
Marci Filip va servir amb el seu pare quan aquest era cònsol destinat a Macedònia l'any 169 aC, on va lluitar contra Perseu, segons diu Titus Livi.
Aquesta és l'única vegada que es menciona, a no ser que sigui el mateix Quint Marci de qui Ciceró diu que havia estat condemnat en un judici i vivia exiliat a Nucèria Alfaterna, lloc d'on en va ser ciutadà.